# جعفر اشراقی
جعفر اشراقی (۲ بهمن ۱۲۹۴ – ۶ اسفند ۱۳۷۹) مجتهد شیعی و از نمایندگان مجلس خبرگان قانون اساسی ایران بود.
اشراقی در سال ۱۲۹۴ شمسی در آذربایجان متولد شد. تحصیلات ابتدائی را در مسجد مدینه واقع در خیابان مقصودیه تبریز از سن ۷ الی ۱۰ سالگی با مدیریت میرزا ابولقاسم گرگری سپری کرد و از ۱۰ سالگی تا ۱۵ سالگی در صنف فرش بافی مشغول به کار شد. سپس به مدرسه طالبیه تبریز رفت و تا سن ۱۹ سالگی مقدمات را به پایان رساند. آنگاه در سال ۱۳۱۳ شمسی یعنی در ۱۹ سالگی به قم رفت و سه سال نزد عبدالکریم حائری به تحصیل پرداخت. پس از مرگ عبدالکریم حائری، نزدیک به ۱۸ سال زیرنظر حجت، بروجردی، گلپایگانی، خمینی وسایر اساتید قم به تحصیل ادامه داد.
آشنایی اشراقی با اشخاصی مانند سید محمود طالقانی و عباس زریاب و دیگر اشخاص روشنفکر، او را از سایر طلاب متمایز کرد. مخالفت اشراقی با خرافات و از جمله قمه زنی، یا گل بر سر صورت مالیدن در ایام سوگواری‌ها، موجب ایجاد خشم در بعضی اشخاص گردید؛ و با تحریک عده‌ای از طلاب، بازاریان قم به حجره محل زندگی او هجوم آورده و حتی قصد کشت وی را نیز داشتند. بعد از این واقعه او سپس عازم نجف شد و از کلاس درس محمدحسین کاشف الغطا استفاده کرد و از او اجازه اجتهاد گرفت. وی در سال ۱۳۳۳ به تبریز بازگشت و به تدریس و تبلیغ پرداخت. در ۱۲ مرداد سال ۱۳۵۸ با بیش از ۵۶۰٫۰۰۰ رای، نماینده مردم تبریز در مجلس خبرگان قانون اساسی شد. پس از اتمام مدت مجلس خبرگان رهبری به تبریز بازگشت و به دلیلی نامعلوم خانه‌نشین شد. اما جلسات هفتگی تفسیر قرآن خود را به صورت خصوصی ادامه داد و طرفدارانش را با حقایق قرآن و اسلام آشنا نمود. مسجدی در خیابان دارائی تبریز به تلاش او بنا شد و نام اشراقی بر آن معروف شد که بعدها  به مطهری تغییر یافت. او یکی از تأیید کنندگان اجتهاد سید علی خامنه‌ای بود.  سرانجام در سال ۱۳۷۹ درگذشت و پس از انتقال جسدش از تبریز به قم در جوار حرم فاطمه معصومه به خاک سپرده شد.

## تألیفات
1. تقریرات درس فقه آیه اللّه سید محمد حجت
2. دیوان اشعار فارسی
3. دیوان اشعار عربی
4. کشکول